# H. W. Valerian
H. W. Valerian (* 4. Mai 1951 in Innsbruck als Heinrich Payr, ✝ 25. August 2022) war ein österreichischer Schriftsteller und Journalist.

## Leben
H. W. Valerian studierte Germanistik und Anglistik/Amerikanistik an der Universität Innsbruck. Es folgte eine Lehrtätigkeit an einer Höheren Technischen Lehranstalt sowie an einer Fachhochschule. Gleichzeitig schrieb er als freischaffender Journalist und Schriftsteller für diverse Zeitschriften sowie für den Österreichischen Rundfunk; unter anderem war er Mitarbeiter der Kulturzeitschrift Gegenwart. Sein besonderes Interesse galt der englischsprachigen Welt: ihrer Sprache, Geschichte und Literatur – und hier wiederum besonders England im engeren Sinne. H. W. Valerian lebte und arbeitete in Innsbruck und Umgebung.

## Werke

### Als Heinrich Payr
- Die schwierige Kunst der Neutralität. Wien 1990.
- Der kritische Imperativ. Zur Psychologie von Intellektuellen. Wien 1997.

### Als H. W. Valerian
- Nicht zu glauben. Briefe an einen katholischen Freund. Innsbruck 2006. ISBN 3-902534-01-X.
- Im Kennedyhaus. Erzählungen. Berlin 2015. ISBN 978-3-7375-3442-0.
- Affidavit. Bekenntnisse eines österreichischen Anglophilen, Band 1. Berlin 2016. ISBN 978-3-7418-5025-7.
- Crossings. Bekenntnisse eines österreichischen Anglophilen, Band 2. Berlin 2016. ISBN 978-3-7418-5026-4.
- Das Album. Liedtexte. Berlin 2018. ISBN 978-3-7450-7834-3.
- Mourir pour Dantzig. Erzählung. Berlin 2019. ISBN 978-3-7502-4443-6.
- Good To Be Back. Bekenntnisse eines österreichischen Anglophilen, Band 3. Berlin 2020. ISBN 978-3-7531-0470-6.

## Digitale Bibliothek
- Lob der Wohlstandsgesellschaft, ULB Tirol
- Über..., ULB Tirol
- Untergrunddichtungen, ULB Tirol